# Molgula shimodensis
Molgula shimodensis is een zakpijpensoort uit de familie van de Molgulidae. De wetenschappelijke naam van de soort is voor het eerst geldig gepubliceerd in 1982 door Nishikawa.